# 極楽寺 (豊岡市)
極楽寺（ごくらくじ）は、兵庫県豊岡市にある臨済宗大徳寺派の仏教寺院。本尊は、阿弥陀如来。城崎温泉郷の西南の隅に位置する。

## 歴史
寺伝によれば、応永（1394年 - 1427年）の頃に金山明昶（きんざんみょうしょう）と呼ばれる禅師が開基（創設）したと伝わる。後に衰退の一途を辿るが、寛永年間に湯治に訪れた沢庵宗彭が寺院を中興したという。慶安（1648年 - 1651年）の頃には、豊岡城（亀城）主に厚く保護されている。
尚、寺の本堂は焼失に伴い再建された物であり、1983年（昭和58年）5月4日、山門が城崎町（当時）の指定文化財に指定された。

## 境内
石庭
- 石庭 - 枯山水式石庭となっており、「清閑庭」（せいかんてい）と称されている。
- 独鈷水（どっこすい） - 城崎温泉開祖の道智上人が発見した名水。

境内
- 庚申堂 - 薄田兼相（岩見重太郎[3]）が寝泊りしたと伝わる。
- 大師堂 - 起伏した山頂に位置している。
- 本堂 - 1912年に火事に合い焼失した。現存する建物は、1921年に建築された。
- 山門 - 建築当時の姿を留めており、城崎町指定文化財となっている。
- 弁天堂
- 一星地蔵尊 - 1769年（明和6年）建立。

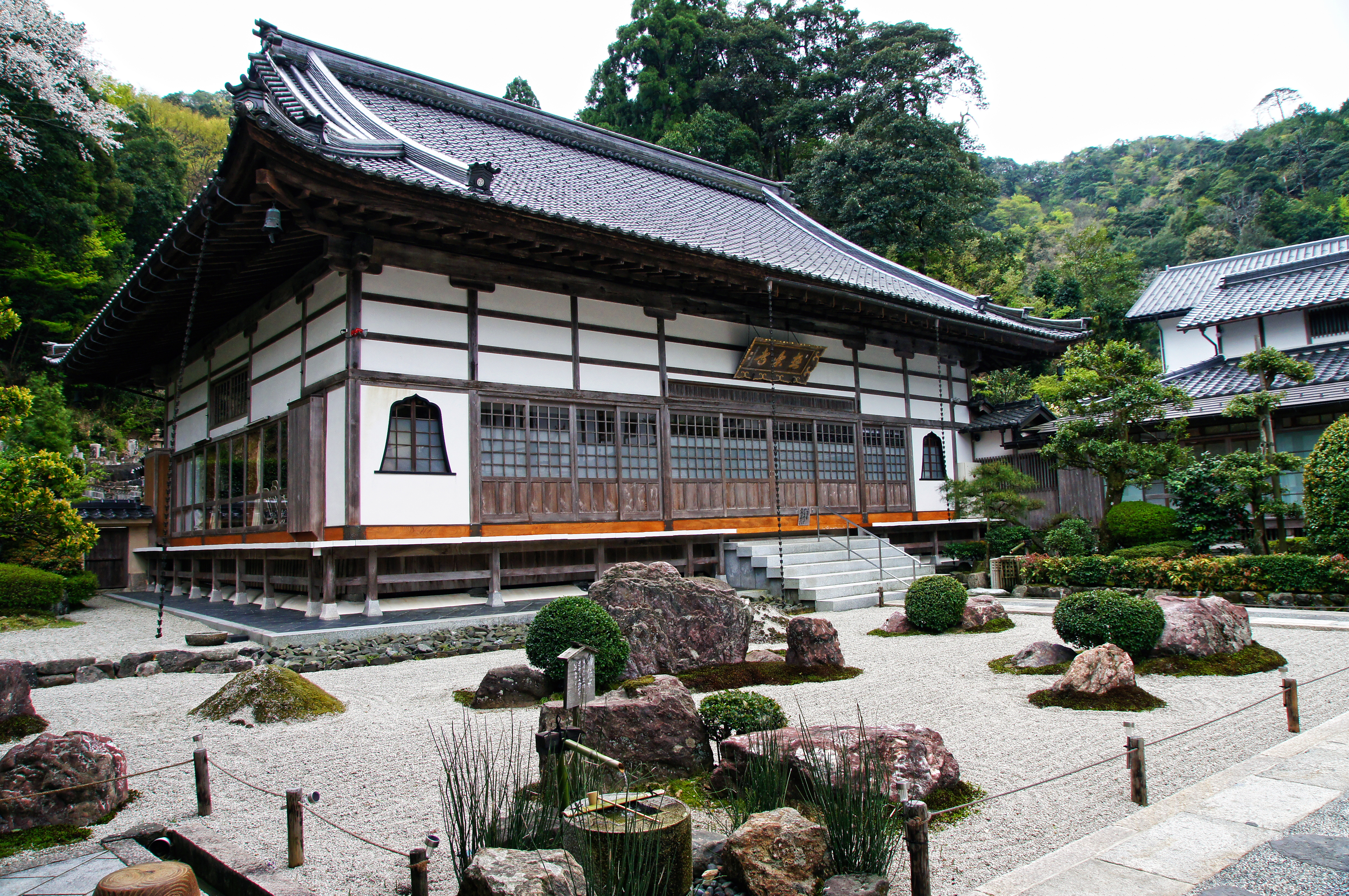
本堂
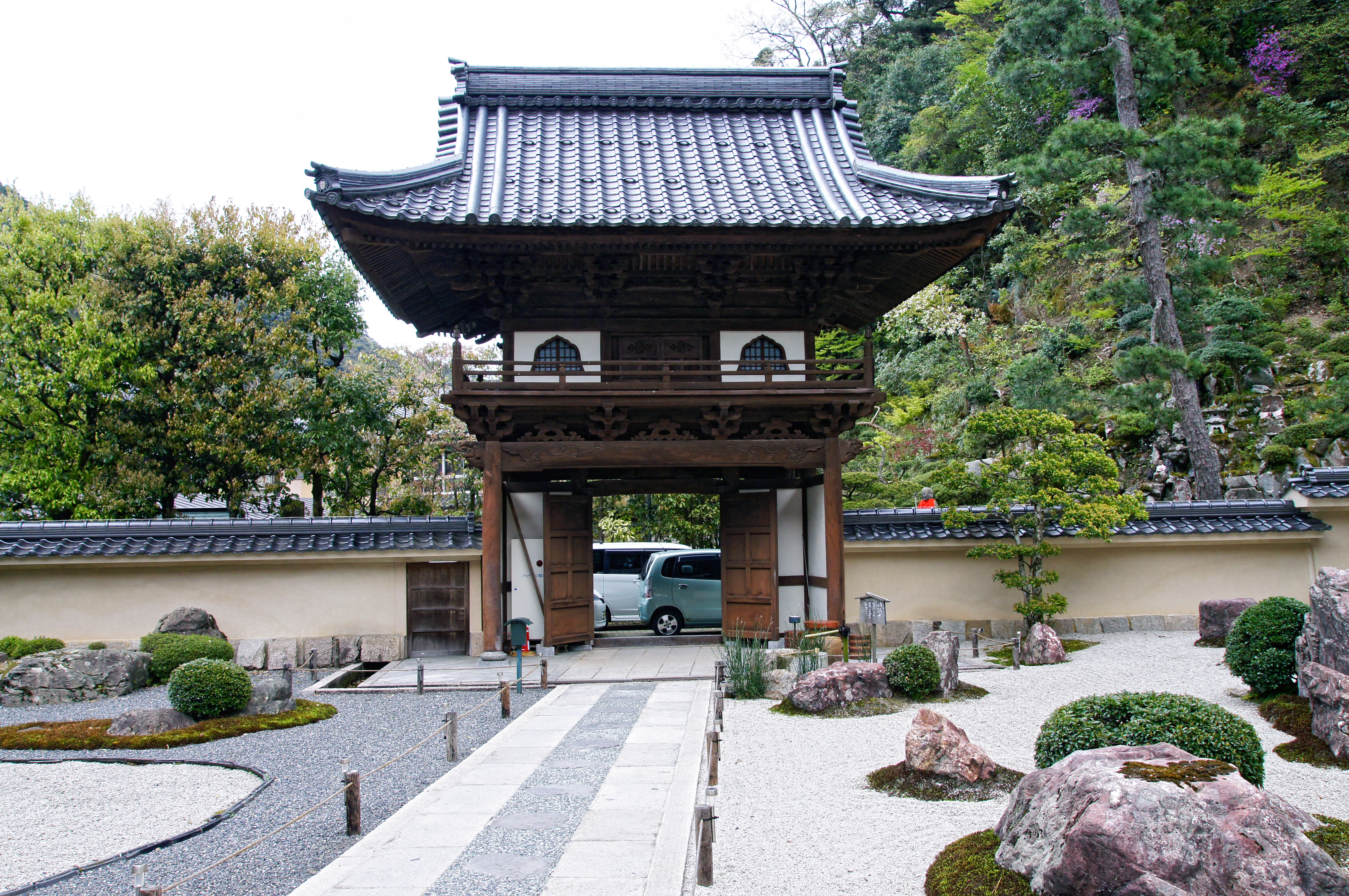
山門
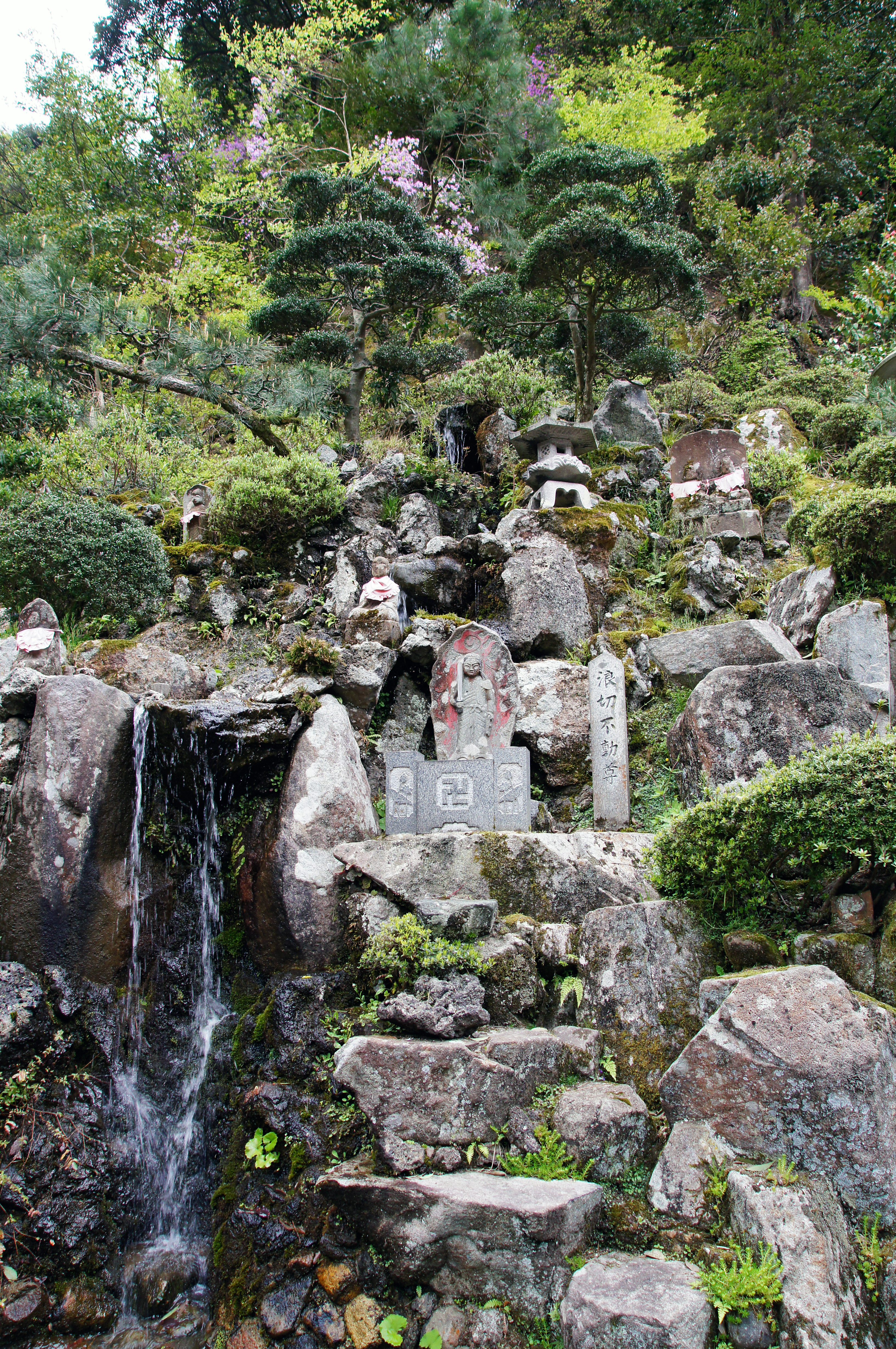
浪切不動尊

## 所在地
- 兵庫県豊岡市城崎町湯島801

## 交通アクセス
- JR山陰本線城崎温泉駅から徒歩約15分